# اکتوکلسیم فسفات
اکتوکلسیم فسفات (به انگلیسی: Octacalcium phosphate) با فرمول شیمیایی Ca۸H۲(PO۴)۶.5H۲O یک ترکیب شیمیایی است. که جرم مولی آن ۴۴۶٫۲۳۴۰۲۳ g/mol می‌باشد. شکل ظاهری این ترکیب، پودر سفید است.